# Alfondeguilla
Alfondeguilla es un municipio perteneciente a la Comunidad Valenciana, España. Situado en el sur de la provincia de Castellón en la comarca de Plana Baja (lindando con Sagunto, ya en la provincia de Valencia).

## Geografía

Localización en la comarca de la Plana Baja

Está situado en la vertiente meridional de la sierra de Espadán, en el sector sur de la comarca de la Plana Baja de la provincia de Castellón, su término comprende 28,3 km², con una altitud sobre el nivel del mar de 211 m. Por su situación geográfica, cuenta con un clima templado durante todas las épocas del año, lo que favorece el desarrollo de la flora mediterránea y el asentamiento de fauna autóctona.
Parte del término de Alfondeguilla pertenece al parque natural de la Sierra de Espadán.

### Localidades limítrofes
El término municipal tiene una extensión de 28,3 km², y limita por el norte con Artana, al este con Vall de Uxó, al sudoeste con Soneja, al oeste con Chóvar y al noroeste con Eslida, todas ellas en la provincia de Castellón y al sur con Sagunto en la provincia de Valencia. La mitad norte del territorio está incluida en el parque natural de la Sierra Espadán.

### Accesos
Desde Castellón se accede a esta localidad a través de la N-340, tomando luego la CV-10, siguiendo por la CV-224 y finalmente la CV-230.
Desde Valencia dirección norte por la A-7, salida Vall de Uxó, dirección Soneja, cruzando esta localidad, CV-230, camino de Soneja y pasando por encima de las Grutas de San José se llega a Alfondeguilla.
Desde Teruel, Segorbe, bajando por la A-23 hasta la salida Soneja - Vall de Uxó y cogiendo la CV-230 cruzando Azuébar hasta Alfondeguilla.

## Historia
Los primeros núcleos que se establecieron fueron romanos, de los que hoy en día quedan restos pero fueron los árabes quienes crearon el actual emplazamiento, tras la conquista perteneció a los condes de Ripalda y al Ducado de Medinaceli.
Al ser lugar de moriscos, su demografía se vio seriamente afectada por la expulsión de éstos, ya que se redujo su población a la mitad entre 1602 y 1646. Sin embargo, el crecimiento demográfico fue muy importante durante el siglo XIX, época en que se intentó explotar los yacimientos de mercurio y cobalto existentes en su término municipal. Así, mientras que en 1795 su población era de 180 habitantes, en 1900 alcanzaba la cifra de 943.
Durante el siglo XX, la zona mantuvo una importancia relevante en la contienda de la guerra civil española, siendo el último reducto del Frente del Ebro en el que el Ejército Republicano cedió ante los Nacionales.

## Demografía
Alfondeguilla cuenta con una población de 870 habitantes (INE 2024).
| Gráfica de evolución demográfica de Alfondeguilla entre 1842 y 2021                                                 |
| |
| Población de derecho según los censos de población del INE Población de hecho según los censos de población del INE |

## Economía

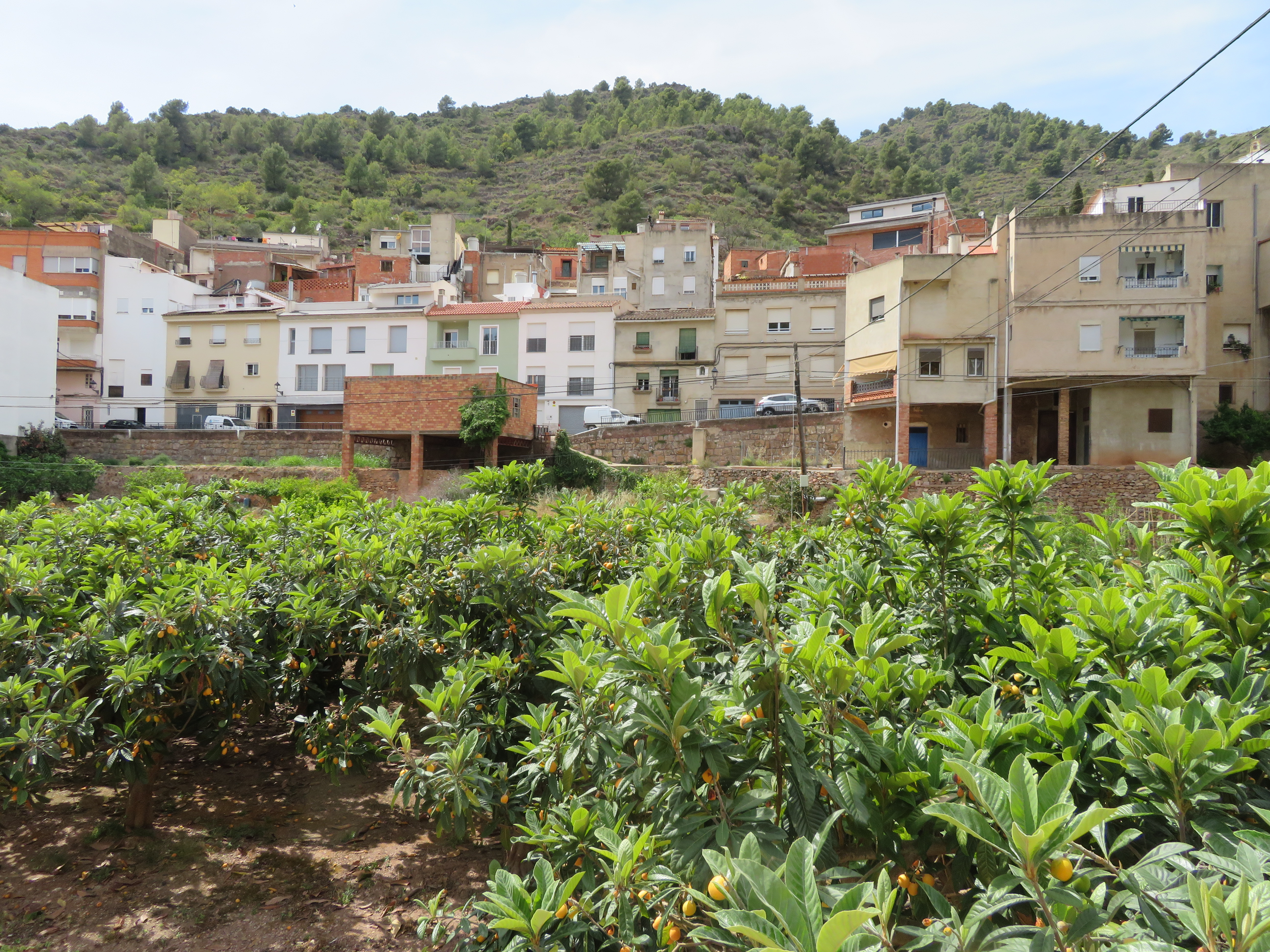
Alfondeguilla (Castellón).

Se basa en cultivo leñoso de secano, de un total de 469 hectáreas repartidas por los cultivos de Almendras, Viñas, Oliveras, Algarrobas, Huerta, Naranjos y el resto del término de Pinos y Carrascas.
Los vecinos de este municipio deben desplazarse a otras localidades para trabajar en oficios diversos ya que en este municipio no existe polígono industrial y las empresas que hay son de carácter familiar.
Antiguamente, hasta 1992, los vecinos se desplazaban hasta la fábrica Segarra en Vall de Uxó, después IMEPIEL, para trabajar en el calzado, en un principio bajaban a pie a Vall de Uxó, posteriormente en coches.
Antiguamente algunos artesanos se dedicaban a la fabricación de la aixereta (trenza de esparto), y las mujeres se dedicaban a hacer espardenyes d'espart (alpargatas de esparto), en la actualidad estos oficios se han extinguido.

## Administración y política
| Periodo   | Nombre                     | Partido |
| --------- | -------------------------- | ------- |
| 1979-1983 | Amadeo Rodríguez           | UCD     |
| 1983-1987 | Amadeo Rodríguez           | AP      |
| 1987-1991 | Ramón Vilar Font           | PP      |
| 1991-1995 | Ramón Vilar Font           | PP      |
| 1995-1999 | Ramón Vilar Font           | PP      |
| 1999-2003 | Ramón Vilar Font           | PP      |
| 2003-2007 | Ramón Vilar Font           | PP      |
| 2007-2011 | Salvador Ventura Berenguer | PP      |
| 2011-2015 | Salvador Ventura Berenguer | PP      |
| 2015-2019 | Salvador Ventura Berenguer | PP      |
| 2019-2023 | Salvador Ventura Berenguer | PP      |
| 2023-act. | Salvador Ventura Berenguer | PP      |

## Patrimonio

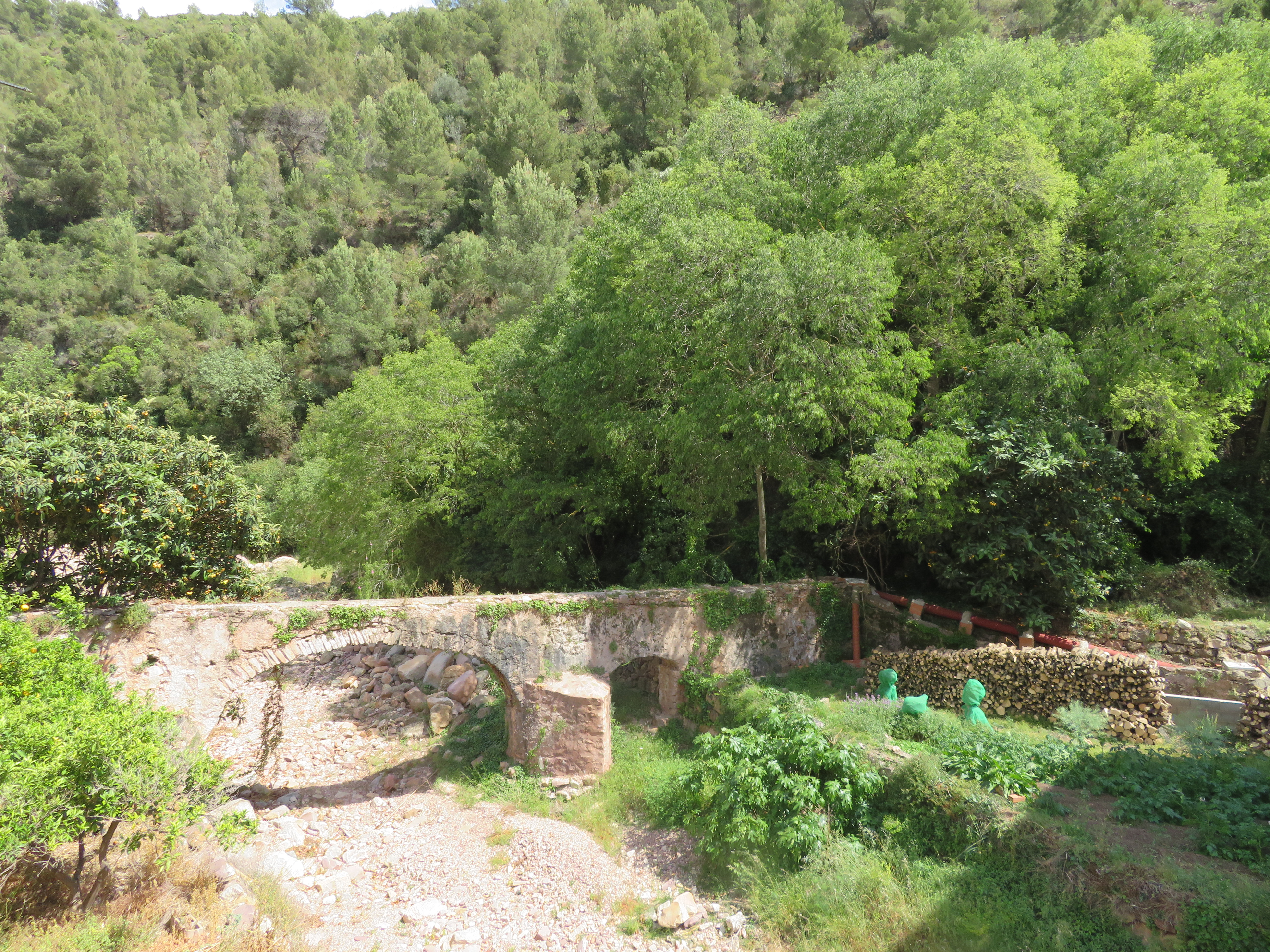
Acueducto romano comúnmente conocido como "l'Arquet" de Alfondeguilla.

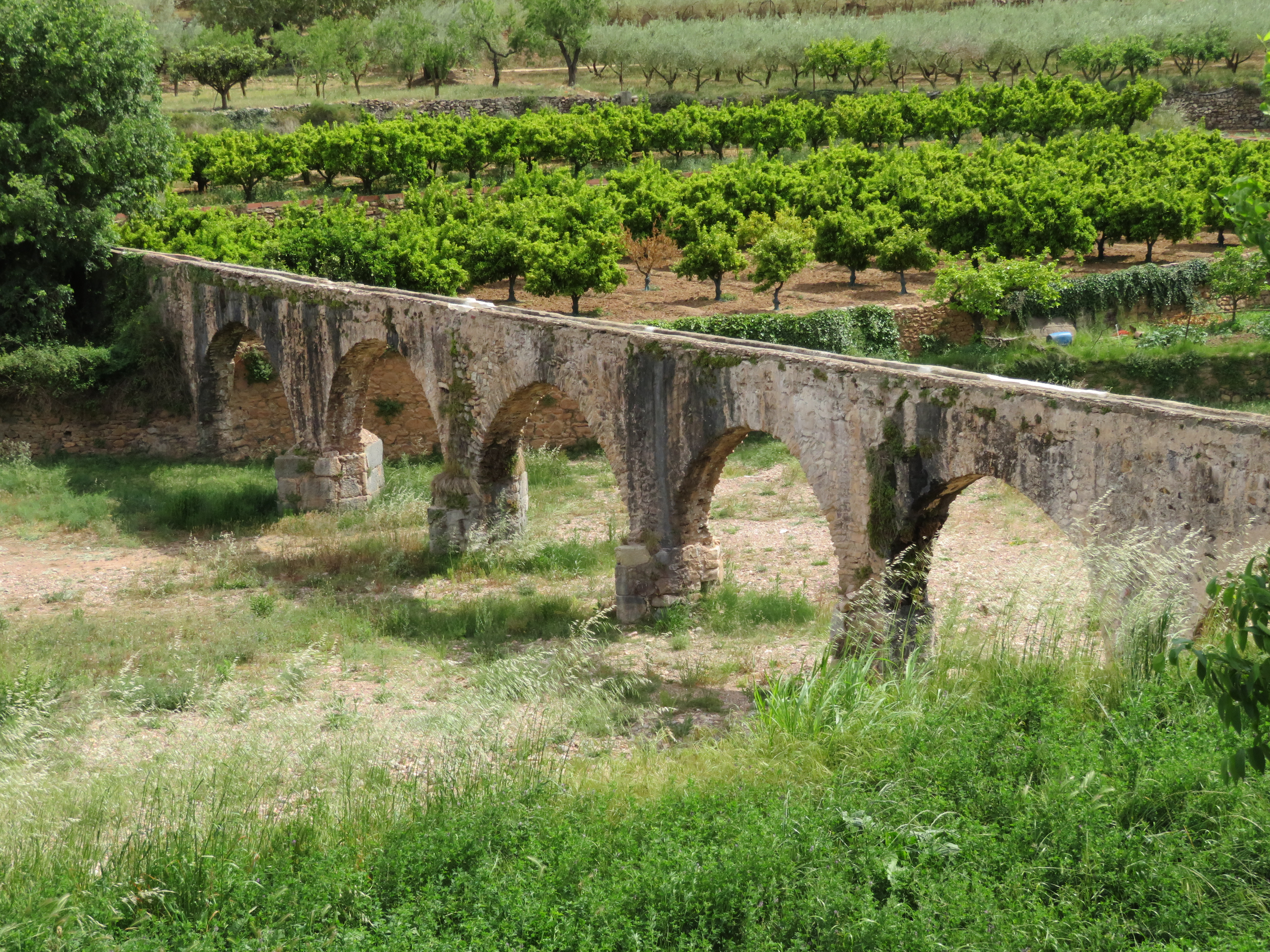
El "Pont de l’Aigua". Acueducto romano de Alfondeguilla, fue reconstruido en época medieval, estando en uso hasta la actualidad.

- Acueducto romano comúnmente conocido como "l'Arquet" de Alfondeguilla.El "Pont de l’Aigua". Acueducto romano de Alfondeguilla, fue reconstruido en época medieval, estando en uso hasta la actualidad.Acueducto romano. Acueducto romano comúnmente conocido como "l'Arquet", de interés arquitectónico, enclavado a la izquierda del barranco.
- Acueducto romano. Acueducto romano y reconstruido por los árabes, conocido como el "Pont de l'Aigua" (el Puente del Agua), que cruza el barranco del Río Belcaire mediante seis arcos que sujetan la canal, en buen estado y todavía en uso, se puede observar por la carretera CV-230.
- Castillo de Castro. Fortificación árabe, construido poco antes de la era Cristiana, esta fortificación era una torre de vigía, los restos actuales pertenecen a la civilitzación islámica y se encuentran en estado de abandono. El emplazamiento se encuentra en un peñón en la cima homónima a 789 m sobre el nivel del mar y está estratégicamente situado entre dos profundos barrancos.
- Castillo de Alfandech. De origen árabe, detrás del pueblo en el barrio del castellet.
- Ermita Calvario del Cristo. Enclavada en la ladera del monte, detrás del pueblo, en su parte alta. La cual fue rehabilitada después de la guerra civil, ya que sufrió varios destrozos.
- Nevera de Castro. Construcción para el almacenamiento de nieve y posteriormente obtención de hielo (nieve recogida de las proximidades del castillo del mismo nombre). También conocido como Pozo de nieve. A 800 m sobre el nivel del mar fue reconstruida y consta de un pozo circular de 12,50 m de profundidad con capacidad para 420 m³. En toda la Comunidad Valenciana existen alrededor de 200, siendo cinco las catalagodas en esta Sierra de Espadán.

## Lugares de interés
- Calvaro del Cristo.
- Casco urbano.
- Cerro Pipa. 589 m.
- Cerro Nevera. 855 m.
- En el término municipal se encuentran las Fuentes: de "Cabanelles", "la Figuera" en el Barranco de las Viñas; "el Flare" al principio del Barranco de Eslida; "el Gos" cerca de Aigualit; de "la Hedra", a las peñas el Castillo de Castro; "Marc" en el Barranco de Eslida; de "Montesinos" en el Barranco de las Viñas; y "la Penyeta" en el Barranco de Castro.
- Construcciones de piedra seca.
- Corrales de ganado. Ubicados en las laderas de las montañas, servían para recoger y cobijar el ganado en plena naturaleza, lugar donde pastaban. De especial mención cabe destacar "La Paridera", donde se llevaba el ganado de hembras para dar a luz con tranquilidad.
- Hornos de cal

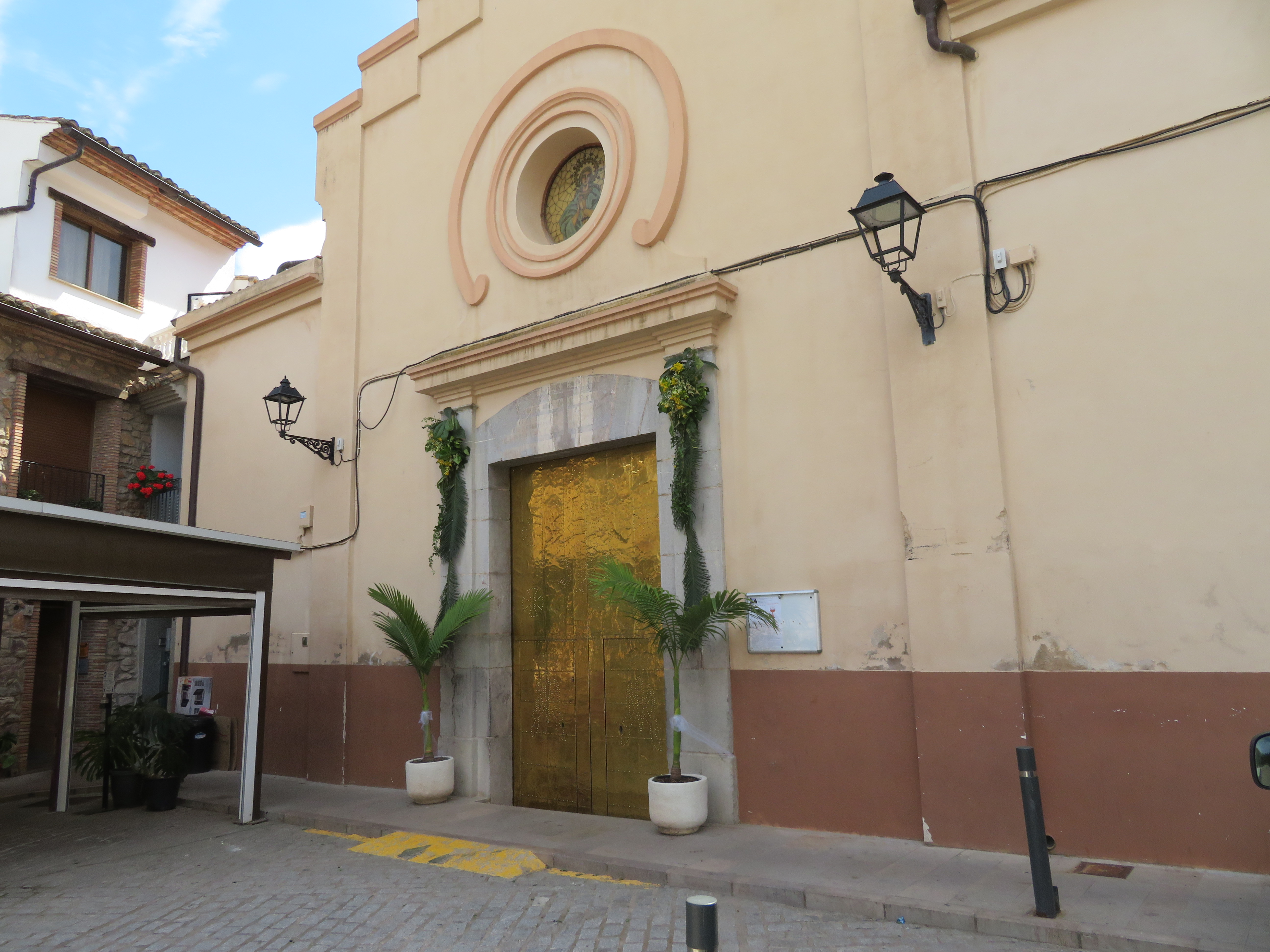
Fachada de la Iglesia Parroquial de San Bartolomé de Alfondeguilla.

- Fachada de la Iglesia Parroquial de San Bartolomé de Alfondeguilla.Iglesia de San Bartolomé, en la plaza del Ayuntamiento, del siglo XVIII.
- Los Molinos.
- Restos arqueológicos del antiguo poblado de Castro, Antiguas minas de Cinabrio.
- L´escoladora.

## Fiestas
- Cercavila a San Antonio.
- Jueves Lardero (Dijous Llarder), donde la gente va a merendar a la montaña.
- Semana Santa, representación de la Pasión la noche del sábado anterior al Domingo de Ramos, con recorrido por el casco urbano de la población finalizando en el Calvario, realizado por vecinos y vecinas de la población.
- Fiesta a Nuestra Señora de la Asunción la semana del 15 de agosto, con toros y verbenas.
- Fiesta Patronales a San Bartolomé y San Francisco Javier con feria de productos de la zona por venta ambulante. Estas fiestas tienen lugar siempre el segundo fin de semana de noviembre.
- Fiesta del Santísimo Cristo del Calvario el tercer domingo de noviembre. Con procesión al Calvario y misa en la ermita.
- Romería de San Vicente, recuperada desde hace ya varios años consiste en la subida desde la plaza del ayuntamiento a la cueva de dicho nombre, en la cual se merienda con los típicos "rollets i mistela" (roquillas y mistela), y luego se baja por el camino que lleva hasta la carretera de entrada al pueblo.

## Deporte
- Vuelta al término de Alfondeguilla: Desde 1982 (algunos afirman que un año antes), se organiza una vuelta al término del pueblo con un recorrido de 34,48 kilómetros siguiendo las placas que delimitan el término. Se puede considerar una de las carreras de montaña de este tipo más viejas de España.